# Kwon Chang-hoon
Kwon Chang-hoon (tiếng Hàn Quốc: 권창훈; Hán-Việt: Quyền Trường Huân; sinh ngày 30 tháng 6 năm 1994) là một cầu thủ bóng đá người Hàn Quốc hiện thi đấu ở vị trí tiền vệ cho câu lạc bộ Gimcheon Sangmu và đội tuyển quốc gia Hàn Quốc.

## Thống kê sự nghiệp

### Câu lạc bộ
Tính đến 29 tháng 10 năm 2022
| Club                    | Season       | League               | League | League | National Cup | National Cup | League Cup | League Cup | Continental | Continental | Other | Other | Total | Total |
| Club                    | Season       | Division             | Apps   | Goals  | Apps         | Goals        | Apps       | Goals      | Apps        | Goals       | Apps  | Goals | Apps  | Goals |
| ----------------------- | ------------ | -------------------- | ------ | ------ | ------------ | ------------ | ---------- | ---------- | ----------- | ----------- | ----- | ----- | ----- | ----- |
| Suwon Samsung Bluewings | 2013         | K League 1           | 8      | 0      | 1            | 0            | —          | —          | 2           | 1           | —     | —     | 11    | 1     |
| Suwon Samsung Bluewings | 2014         | K League 1           | 20     | 1      | 0            | 0            | —          | —          | —           | —           | —     | —     | 20    | 1     |
| Suwon Samsung Bluewings | 2015         | K League 1           | 35     | 10     | 1            | 0            | —          | —          | 7           | 1           | —     | —     | 43    | 11    |
| Suwon Samsung Bluewings | 2016         | K League 1           | 27     | 7      | 4            | 1            | —          | —          | 4           | 1           | —     | —     | 35    | 9     |
| Suwon Samsung Bluewings | Total        | Total                | 90     | 18     | 6            | 1            | —          | —          | 13          | 3           | —     | —     | 109   | 22    |
| Dijon II                | 2016–17      | National 3           | 3      | 2      | —            | —            | —          | —          | —           | —           | —     | —     | 3     | 2     |
| Dijon                   | 2016–17      | Ligue 1              | 8      | 0      | 0            | 0            | 0          | 0          | —           | —           | —     | —     | 8     | 0     |
| Dijon                   | 2017–18      | Ligue 1              | 34     | 11     | 1            | 0            | 1          | 0          | —           | —           | —     | —     | 36    | 11    |
| Dijon                   | 2018–19      | Ligue 1              | 20     | 3      | 3            | 1            | 1          | 0          | —           | —           | —     | —     | 24    | 4     |
| Dijon                   | Total        | Total                | 62     | 14     | 4            | 1            | 2          | 0          | —           | —           | —     | —     | 68    | 15    |
| SC Freiburg             | 2019–20      | Bundesliga           | 23     | 2      | 0            | 0            | —          | —          | —           | —           | —     | —     | 23    | 2     |
| SC Freiburg             | 2020–21      | Bundesliga           | 12     | 0      | 2            | 1            | —          | —          | —           | —           | —     | —     | 14    | 1     |
| SC Freiburg             | Total        | Total                | 35     | 2      | 2            | 1            | —          | —          | —           | —           | —     | —     | 37    | 3     |
| SC Freiburg II          | 2020–21      | Regionalliga Südwest | 1      | 0      | —            | —            | —          | —          | —           | —           | —     | —     | 1     | 0     |
| Suwon Samsung Bluewings | 2021         | K League 1           | 11     | 1      | —            | —            | —          | —          | —           | —           | —     | —     | 11    | 1     |
| Gimcheon Sangmu (draft) | 2022         | K League 1           | 33     | 0      | 1            | 0            | —          | —          | —           | —           | 2     | 0     | 36    | 0     |
| Career total            | Career total | Career total         | 235    | 37     | 13           | 3            | 2          | 0          | 13          | 3           | 2     | 0     | 265   | 43    |

1. ↑  Appearance in K League promotion-relegation playoffs

### Bàn thắng quốc tế
Bàn thắng và kết quả của Hàn Quốc được để trước.
| #  | Ngày                 | Địa điểm                                          | Đối thủ      | Bàn thắng | Kết quả | Giải đấu                      |
| -- | -------------------- | ------------------------------------------------- | ------------ | --------- | ------- | ----------------------------- |
| 1  | 3 tháng 9 năm 2015   | Sân vận động Hwaseong, Hwaseong, Hàn Quốc         | Lào          | 3–0       | 8–0     | Vòng loại FIFA World Cup 2018 |
| 2  | 3 tháng 9 năm 2015   | Sân vận động Hwaseong, Hwaseong, Hàn Quốc         | Lào          | 6–0       | 8–0     | Vòng loại FIFA World Cup 2018 |
| 3  | 8 tháng 9 năm 2015   | Sân vận động Saida Municipal, Sidon, Liban        | Liban        | 3–0       | 3–0     | Vòng loại FIFA World Cup 2018 |
| 4  | 24 tháng 3 năm 2018  | Windsor Park, Belfast, Bắc Ireland                | Bắc Ireland  | 1–0       | 1–2     | Giao hữu                      |
| 5  | 10 tháng 10 năm 2019 | Sân vận động Hwaseong, Hwaseong, Hàn Quốc         | Sri Lanka    | 8–0       | 8–0     | Vòng loại FIFA World Cup 2022 |
| 6  | 5 tháng 6 năm 2021   | Sân vận động Goyang, Goyang, Hàn Quốc             | Turkmenistan | 4–0       | 5–0     | Vòng loại FIFA World Cup 2022 |
| 7  | 7 tháng 9 năm 2021   | Sân vận động Suwon World Cup, Suwon, Hàn Quốc     | Liban        | 1–0       | 1–0     | Vòng loại FIFA World Cup 2022 |
| 8  | 15 tháng 1 năm 2022  | Khu liên hợp thể thao Mardan, Antalya, Thổ Nhĩ Kỳ | Iceland      | 2–0       | 5–1     | Giao hữu                      |
| 9  | 21 tháng 1 năm 2022  | Khu liên hợp thể thao Mardan, Antalya, Thổ Nhĩ Kỳ | Moldova      | 3–0       | 4–0     | Giao hữu                      |
| 10 | 1 tháng 2 năm 2022   | Sân vận động Rashid, Dubai, UAE                   | Syria        | 2–0       | 2–0     | Vòng loại FIFA World Cup 2022 |
| 11 | 14 tháng 6 năm 2022  | Sân vận động Seoul World Cup, Seoul, Hàn Quốc     | Ai Cập       | 4–1       | 4–1     | Giao hữu                      |
| 12 | 20 tháng 7 năm 2022  | Sân vận động Toyota, Toyota, Nhật Bản             | Trung Quốc   | 2–0       | 3–0     | EAFF Cup 2022                 |